# Francis Honeycutt
Francis Webster Honeycutt (San Francisco, 26 maggio 1883 – Woodbine, 21 settembre 1940) è stato uno schermidore statunitense, vincitore di una medaglia di bronzo nella scherma ai giochi olimpici.